# FC ViOn Zlaté Moravce – Vráble
FC ViOn Zlaté Moravce – Vráble (celý název: Football Club Viliam Ondrejka Zlaté Moravce – Vráble) je slovenský fotbalový klub, který sídlí ve městě Zlaté Moravce v Nitranském kraji. Založen byl v roce 1995. Klubové barvy jsou červená a bílá.
Hřištěm klubu je stadion Štadión FC ViOn s kapacitou 5 000 diváků.

## Historie
Historie klubu ViOn Zlaté Moravce se začala psát v roce 1995, kdy klub vznikl jako první soukromý fotbalový klub v okrese Nitra. Základ hráčského kádru pocházel z obce Machulince. Mecenášem klubu je Viliam Ondrejka (odtud zkratka ViOn), který inicioval založení klubu a výstavbu sportovního areálu při městě Zlaté Moravce.
V sezóně 2006/2007 si vybojoval postup do Corgoň ligy, nejvyšší slovenské ligové soutěže. Také zvítězil ve slovenském poháru, když ve finále porazil FC Senec, a vybojoval si právo startu v Poháru UEFA. Přes kazašský klub Almaty FK postoupil do 2. předkola, kde nestačil na FK Zenit Sankt-Petěrburg. V ligové sezóně 2007/08 hrál s rozpočtem 20 milionů SK, zahájil ji pod vedení Jána Rosinského . Z Corgoň ligy však sestoupil. Na návrat do nejvyšší soutěže však čekal jen jeden rok a od sezóny 2009/10 je stálým účastníkem a pohybuje se ve střední části tabulky.

## Historické názvy
Zdroj:
- 1995 – FC ViOn Zlaté Moravce (Football Club Viliam Ondrejka Zlaté Moravce)
- 2002 – fúze s TJ Calex Zlaté Moravce ⇒ název nezměněn
- 2016 – fúze s FK Spartak Vráble ⇒ FC ViOn Zlaté Moravce – Vráble (Football Club Viliam Ondrejka Zlaté Moravce – Vráble)[4]

## Získané trofeje
- Slovenský fotbalový pohár (1×)
  - 2006/07

## Významní hráči
Vzhledem ke krátké historii se zatím odchovanci klubu výrazněji neproslavili, ze známých hráčů, kteří přišli z jiných klubů možno jmenovat například bývalého slovenského reprezentanta Marka Ujlakyho, Martina Fabuše, Tomáše Hubočana či Petra Černáka, který nastupoval i za Dynamo České Budějovice.

## Umístění v jednotlivých sezonách
Stručný přehled
Zdroj:
- 1995–1996: III. trieda OFZ ZM
- 1996–1997: II. trieda OFZ ZM
- 1997–1998: Majstrovstvo okresu OFZ ZM
- 1998–1999: 5. liga ZsFZ – sk. ?
- 1999–2001: 4. liga ZsFZ – sk. Nitra
- 2001–2002: 4. liga ZsFZ – sk. Jihovýchod
- 2002–2004: 3. liga – sk. Západ
- 2004–2007: 2. liga
- 2007–2009: 1. liga
- 2009–2010: 2. liga
- 2010–2024: 1. liga
- 2024–: 2. liga

Jednotlivé ročníky
Zdroj:
Legenda: Z – zápasy, V – výhry, R – remízy, P – porážky, VG – vstřelené góly, OG – obdržené góly, +/− – rozdíl skóre, B – body, červené podbarvení – sestup, zelené podbarvení – postup, fialové podbarvení – reorganizace, změna skupiny či soutěže
| Slovensko (1995–) |                               |        |    |    |    |    |     |    |      |    |        |
| Sezóny            | Liga                          | Úroveň | Z  | V  | R  | P  | VG  | OG | +/−  | B  | Pozice |
| 1995/96           | III. trieda OFZ ZM            | 8      | 20 | 19 | 0  | 1  | 89  | 16 | +73  | 57 | 1.     |
| 1996/97           | II. trieda OFZ ZM             | 7      | 26 | 21 | 2  | 3  | 103 | 22 | +81  | 65 | 1.     |
| 1997/98           | Majstrovstvo okresu OFZ ZM    | 6      | 26 | 22 | 4  | 0  | 132 | 22 | +110 | 70 | 1.     |
| 1998/99           | 5. liga ZsFZ – sk. ?          | 5      | 30 | 22 | 6  | 2  | 110 | 23 | +87  | 72 | 1.     |
| 1999/00           | 4. liga ZsFZ – sk. Nitra      | 4      | 30 | 19 | 8  | 3  | 70  | 29 | +41  | 65 | 2.     |
| 2000/01           | 4. liga ZsFZ – sk. Nitra      | 4      | 30 | 20 | 2  | 8  | 75  | 32 | +43  | 62 | 2.     |
| 2001/02           | 4. liga ZsFZ – sk. Jihovýchod | 4      | 30 | 12 | 6  | 12 | 52  | 60 | −8   | 42 | 11.    |
| 2002/03           | 3. liga – sk. Západ           | 3      | 30 | 12 | 4  | 14 | 51  | 48 | +3   | 40 | 10.    |
| 2003/04           | 3. liga – sk. Západ           | 3      | 30 | 18 | 7  | 5  | 56  | 30 | +36  | 61 | 2.     |
| 2004/05           | 2. liga                       | 2      | 30 | 9  | 10 | 11 | 32  | 37 | −5   | 37 | 12.    |
| 2005/06           | 2. liga                       | 2      | 30 | 14 | 6  | 10 | 38  | 30 | +8   | 48 | 8.     |
| 2006/07           | 1. liga                       | 2      | 22 | 12 | 4  | 6  | 28  | 19 | +9   | 40 | 3.     |
| 2007/08           | Corgoň liga                   | 1      | 33 | 6  | 7  | 20 | 22  | 66 | −44  | 25 | 11.    |
| 2008/09           | Corgoň liga                   | 1      | 33 | 5  | 8  | 20 | 21  | 63 | −42  | 23 | 12.    |
| 2009/10           | 1. liga                       | 2      | 27 | 18 | 5  | 4  | 54  | 21 | +33  | 59 | 1.     |
| 2010/11           | Corgoň liga                   | 1      | 33 | 12 | 10 | 11 | 35  | 31 | +4   | 46 | 6.     |
| 2011/12           | Corgoň liga                   | 1      | 33 | 11 | 8  | 14 | 34  | 43 | −9   | 41 | 7.     |
| 2012/13           | Corgoň liga                   | 1      | 33 | 11 | 8  | 14 | 42  | 43 | −1   | 41 | 8.     |
| 2013/14           | Corgoň liga                   | 1      | 33 | 11 | 5  | 17 | 36  | 47 | −11  | 38 | 10.    |
| 2014/15           | Fortuna liga                  | 1      | 33 | 8  | 8  | 17 | 27  | 54 | −27  | 32 | 10.    |
| 2015/16           | Fortuna liga                  | 1      | 33 | 7  | 10 | 16 | 38  | 57 | −19  | 31 | 9.     |
| 2016/17           | Fortuna liga                  | 1      | 30 | 5  | 7  | 18 | 29  | 55 | −26  | 22 | 10.    |
| 2017/18           | Fortuna liga                  | 1      | 32 | 8  | 7  | 17 | 39  | 52 | −13  | 31 | 10.    |
| 2018/19           | Fortuna liga                  | 1      | 32 | 10 | 4  | 18 | 33  | 55 | -22  | 34 | 10.    |
| 2019/20           | Fortuna liga                  | 1      | 27 | 8  | 9  | 10 | 27  | 33 | -6   | 33 | 8.     |
| 2020/21           | Fortuna liga                  | 1      | 32 | 11 | 7  | 14 | 42  | 51 | -9   | 40 | 6.     |
| 2021/22           | Fortuna liga                  | 1      | 32 | 7  | 9  | 16 | 33  | 50 | -17  | 30 | 11.    |
| 2022/23           | Fortuna liga                  | 1      | 34 | 6  | 13 | 13 | 38  | 50 | -12  | 31 | 11.    |
| 2023/24           | Niké liga                     | 1      | 32 | 2  | 6  | 24 | 21  | 66 | -45  | 12 | 12.    |
| 2024/25           | MONACObet liga                | 2      | 26 | 16 | 4  | 6  | 41  | 18 | +23  | 52 | 2.     |

Poznámky:
- 2001/02: Klub se po sezóně sloučil s městským rivalem TJ Calex Zlaté Moravce, díky čemuž mu připadla třetiligová licence pro sezónu 2002/03.[9]

## Účast v evropských pohárech
| Ročník  | Soutěž     | Kolo        | Klub                     | Doma | Venku | Celkem | Střelci branek           |
| ------- | ---------- | ----------- | ------------------------ | ---- | ----- | ------ | ------------------------ |
| 2007/08 | Pohár UEFA | 1. předkolo | Almaty FK                | 3:1  | 1:1   | 4:2    | Gibala, Greguška, Černák |
| 2007/08 | Pohár UEFA | 2. předkolo | FK Zenit Sankt-Petěrburg | 0:2  | 0:3   | 0:5    |                          |

## FC ViOn Zlaté Moravce – Vráble „B“
FC ViOn Zlaté Moravce – Vráble „B“ je rezervní tým Zlatých Moravců, který hraje od sezóny 2016/17 ve 3. lize – sk. Západ (3. nejvyšší soutěž).
Největšího úspěchu dosáhl v sezónách 2013/14 a 2014/15, kdy se ve 4. lize (4. nejvyšší soutěž) umístil na 6. místě.

### Umístění v jednotlivých sezonách
Stručný přehled
Zdroj:
- 2012–2013: 5. liga ZsFZ – sk. Jihovýchod
- 2013–2016: 4. liga ZsFZ – sk. Jihovýchod
- 2016–: 3. liga – sk. Západ

Jednotlivé ročníky
Zdroj:
Legenda: Z – zápasy, V – výhry, R – remízy, P – porážky, VG – vstřelené góly, OG – obdržené góly, +/− – rozdíl skóre, B – body, červené podbarvení – sestup, zelené podbarvení – postup, fialové podbarvení – reorganizace, změna skupiny či soutěže
| Slovensko (2012–) |                               |        |    |    |    |    |    |    |     |    |        |
| Sezóny            | Liga                          | Úroveň | Z  | V  | R  | P  | VG | OG | +/− | B  | Pozice |
| 2012/13           | 5. liga ZsFZ – sk. Jihovýchod | 5      | 30 | 14 | 8  | 8  | 65 | 44 | +21 | 50 | 4.     |
| 2013/14           | 4. liga ZsFZ – sk. Jihovýchod | 4      | 30 | 15 | 7  | 8  | 60 | 32 | +28 | 52 | 6.     |
| 2014/15           | 4. liga ZsFZ – sk. Jihovýchod | 4      | 30 | 14 | 6  | 10 | 47 | 40 | +7  | 45 | 6.     |
| 2015/16           | 4. liga ZsFZ – sk. Jihovýchod | 4      | 30 | 11 | 4  | 15 | 58 | 59 | −1  | 37 | 10.    |
| 2016/17           | 3. liga – sk. Západ           | 3      | 36 | 15 | 10 | 11 | 53 | 44 | +9  | 55 | 5.     |
| 2017/18           | 3. liga – sk. Západ           | 3      | 34 |    |    |    |    |    |     |    |        |

Poznámky:
- 2016/17: Rezervní tým ve třetí lize nahradil A-mužstvo Spartaku Vráble.